# Alue Geunteng
Alue Geunteng is een bestuurslaag in het regentschap Aceh Timur van de provincie Atjeh, Indonesië. Alue Geunteng telt 2021 inwoners (volkstelling 2010).